# Liste des églises-halles de Lorraine

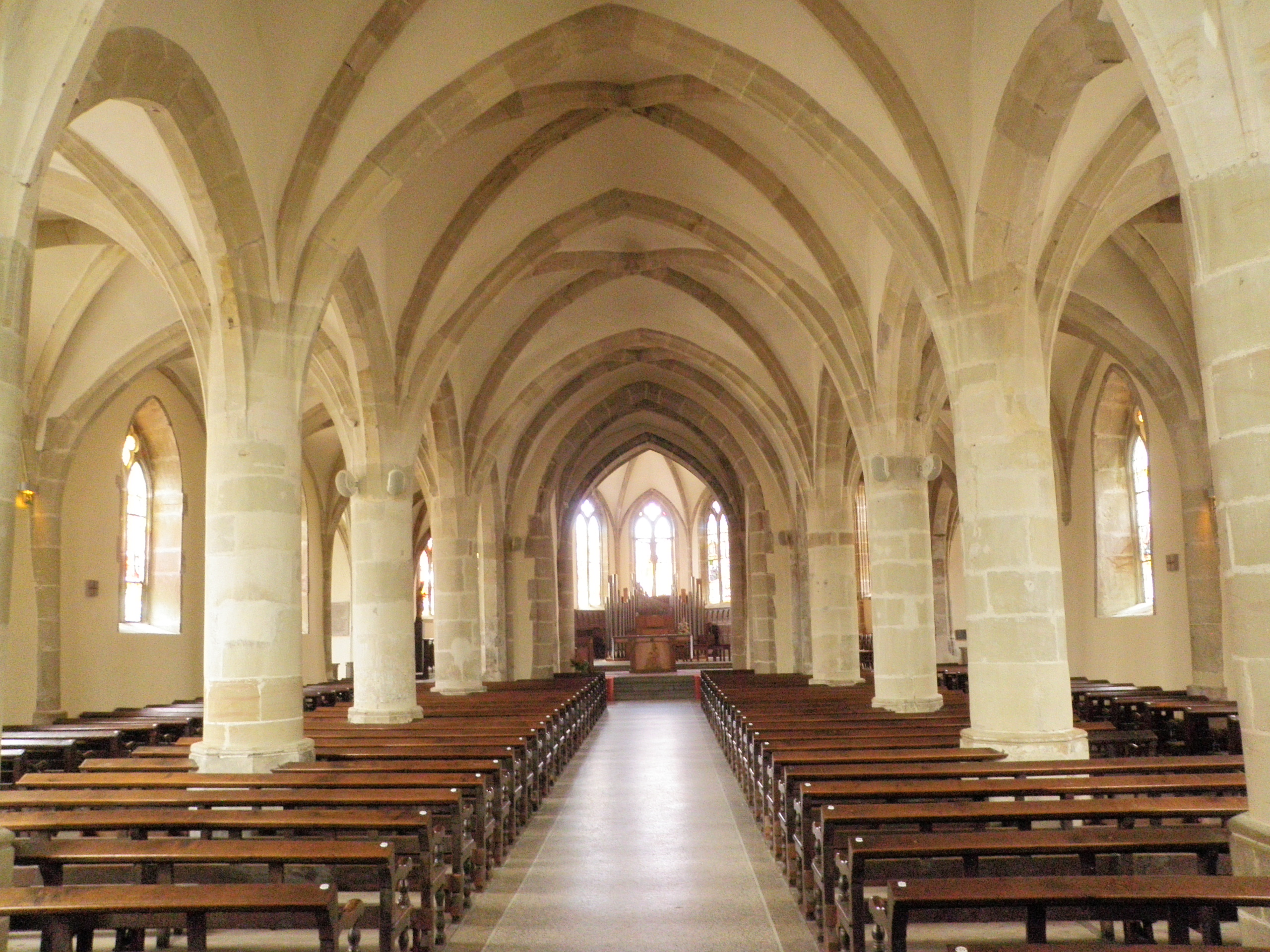
Nef halle du XVe siècle de Saint-Remy de Vittel

La liste des églises-halles de Lorraine vise à situer les églises-halles de la région historique et culturelle de Lorraine.

## Variations et définitions

### Structure halle et structure basilicale

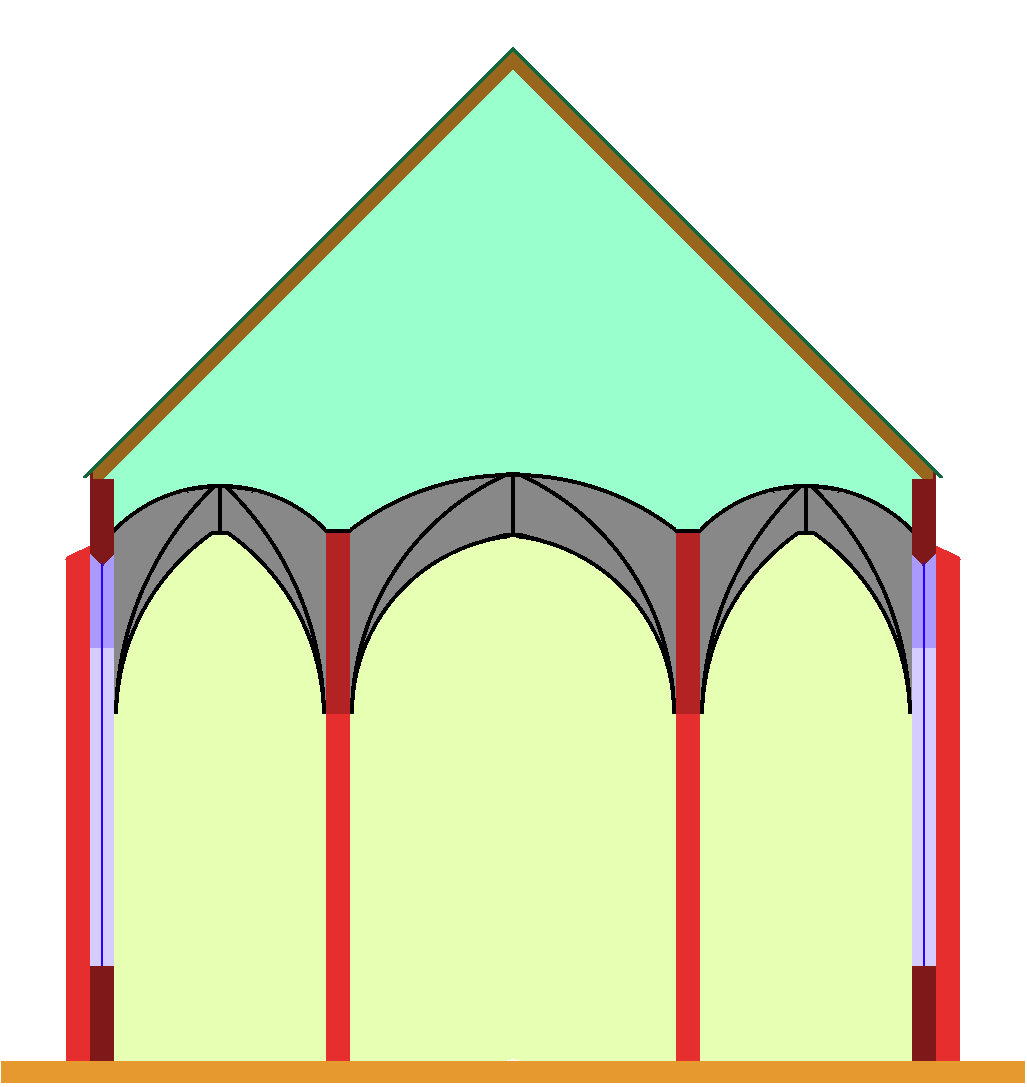
Église-halle. Elle peut avoir plusieurs toits traverses au lieu du grand toit longitudinal.
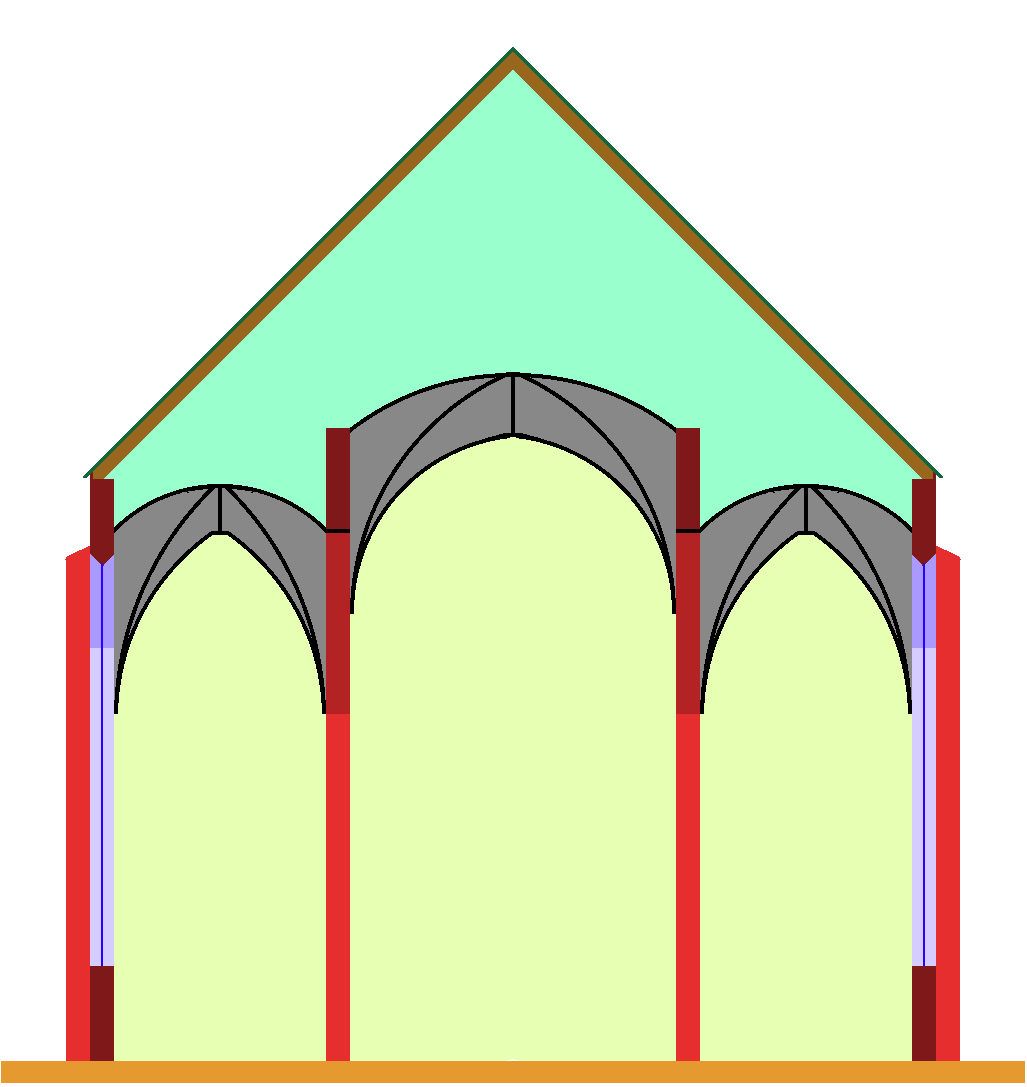
Église-halle échelonnée : la nef centrale est un peu plus haute que les collatéraux, mais elle n'a pas d'étage supplémentaire.
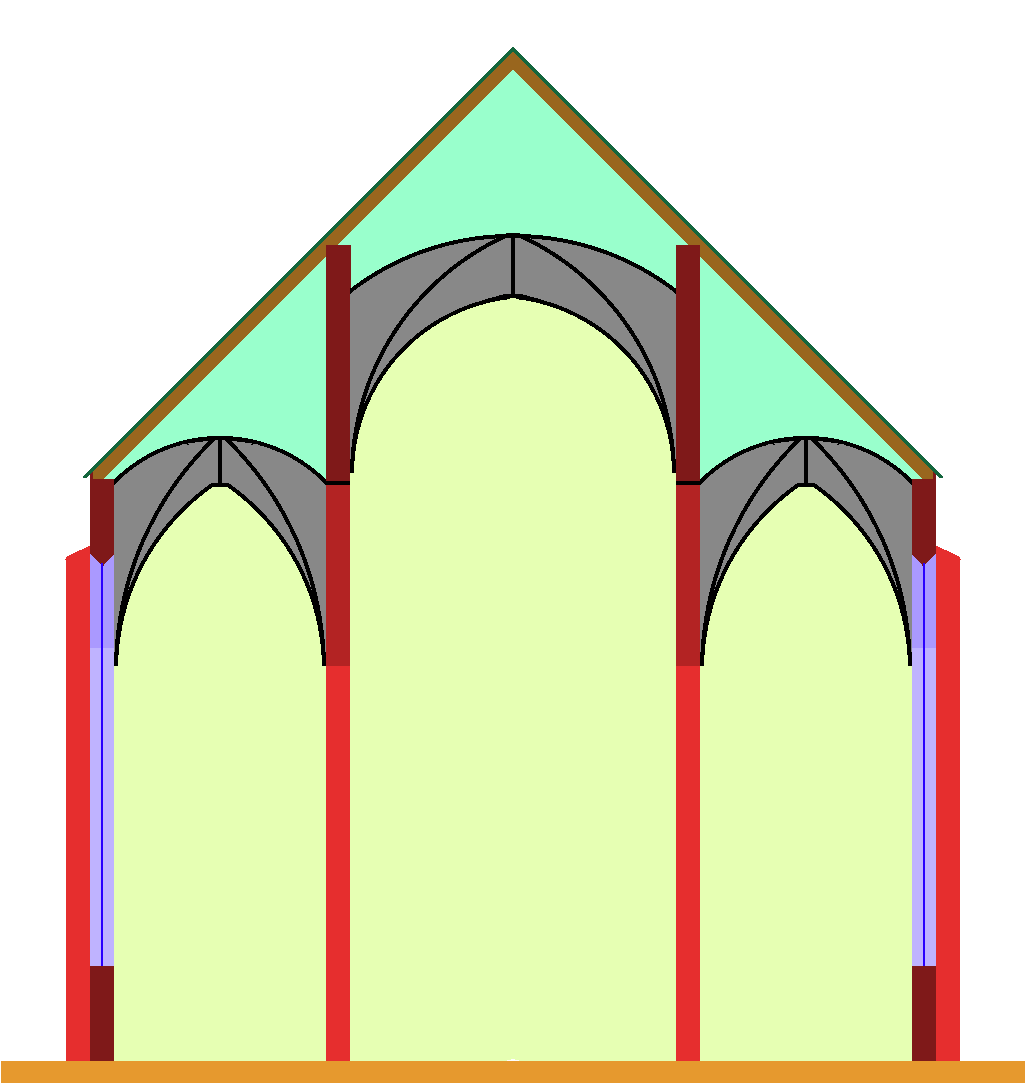
Pseudo-baslilique : la nef centrale a un étage de plus que les collatéraux, mais pas de fenêtres supplémentaires.
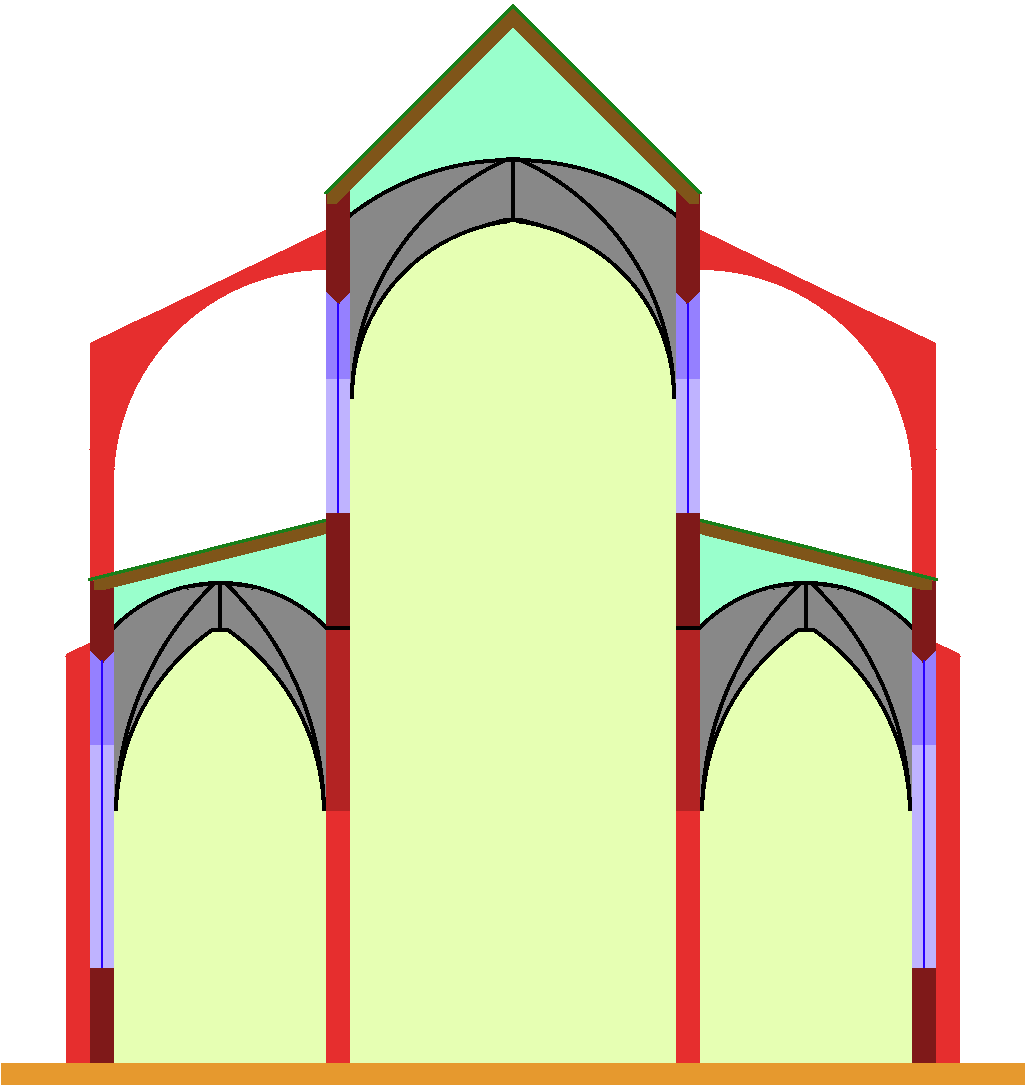
Coupe transversale basilicale : la nef centrale est à claire-voie.
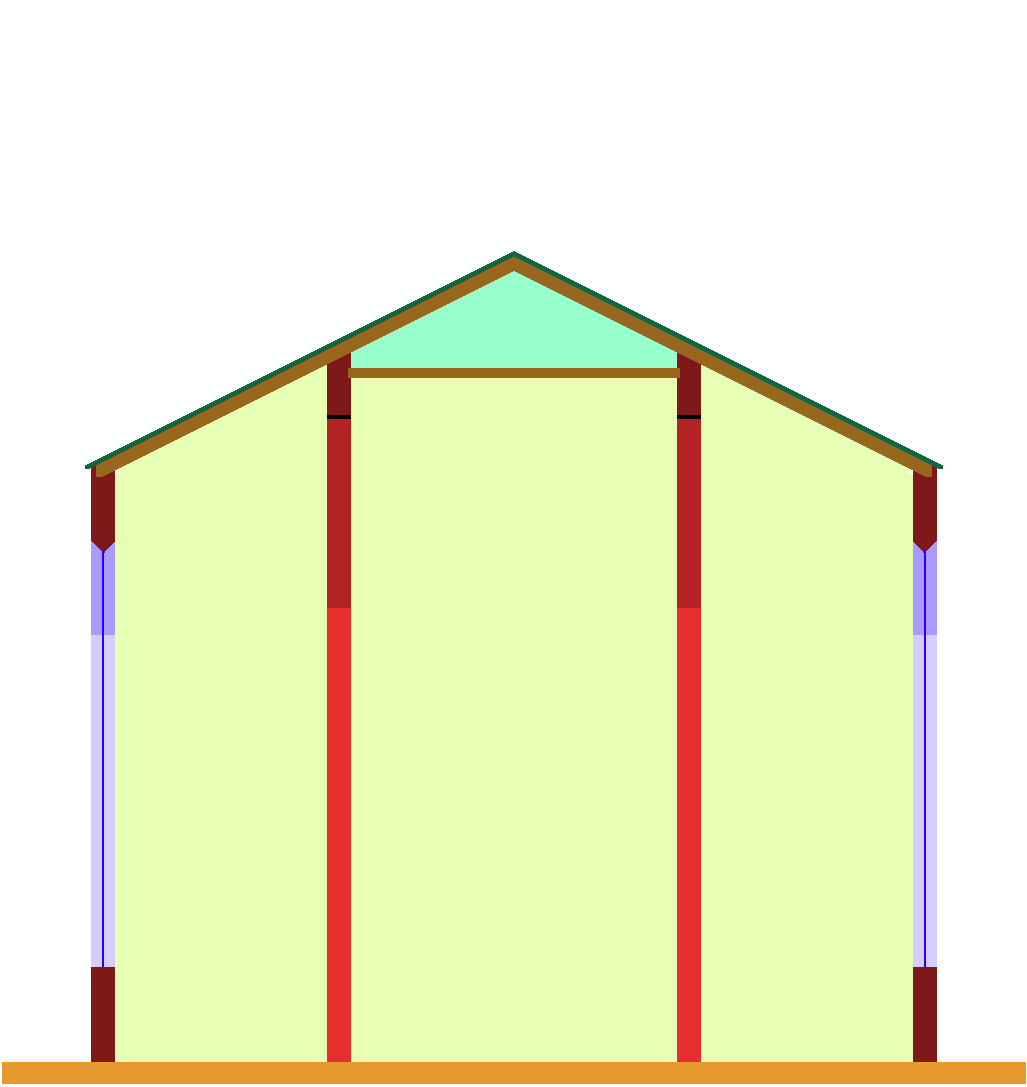
Église-halle avec un plafond horizontal au niveau de la nef centrale et des plafonds obliques au niveau des collatéraux

### Liste
Les églises sont triées par ville.
| Nom                                                                  | Commune (lieu-dit ou quartier) | Type                                                  | Style                                   | Dates                      | Illustration | Éléments remarquables                                            | Éléments remarquables images |
| -------------------------------------------------------------------- | ------------------------------ | ----------------------------------------------------- | --------------------------------------- | -------------------------- | ------------ | ---------------------------------------------------------------- | ---------------------------- |
| Église Saint-Barthélémy d'Affléville                                 | Affléville                     | Halle                                                 | Néogothique                             | XIXe                       |              |                                                                  |                              |
| Église Saint-Pierre-et-Saint-Paul d'Allamps                          | Allamps                        | Halle pseudo basilique                                | Gothique rayonnant                      | XIIe-XIIIe-XIXe            |              |                                                                  |                              |
| Église Saint-Clément d'Amanvillers                                   | Amanvillers                    | Halle pseudo basilique à plafond horizontal           | Contemporain                            | XIXe-XXe                   |              |                                                                  |                              |
| Église Saint-Maurice d'Arches                                        | Arches                         | Halle à plafond horizontal                            | Néoclassique                            | XIXe                       |              |                                                                  |                              |
| Église Saint-Léger d'Archettes                                       | Archettes                      | Halle à plafond horizontal et voûte                   | Néoclassique                            | XIXe                       |              |                                                                  |                              |
| Église Saint-Sulpice d'Aroffe                                        | Aroffe                         | Halle échelonnée                                      | Gothique flamboyant                     | XVIe-XIXe                  |              |                                                                  |                              |
| Église Saint-Arnould d'Arry                                          | Arry                           | Halle à plafond horizontal                            | Gothique primitif                       | XIIIe-XVe                  |              | Tétramorphe peint sous la voûte de l'avant-chœur.                |                              |
| Chapelle Saint-Roch d'Ars-sur-Moselle                                | Ars-sur-Moselle                | Halle échelonnée                                      | Néogothique                             | XIXe                       |              |                                                                  |                              |
| Église Saint-Martin d'Ars-sur-Moselle                                | Ars-sur-Moselle                | Halle pseudo basilique                                | Néoroman                                | XIXe                       |              |                                                                  |                              |
| Église Saint-Lambert d'Attignéville                                  | Attignéville                   | Halle                                                 | Classique                               | XVe-XVIIIe                 |              |                                                                  |                              |
| Église Saint-Jean-Baptiste d'Augny                                   | Augny                          | Halle échelonnée                                      | Néogothique                             | XIXe                       |              |                                                                  |                              |
| Église de l'Exaltation-de-la-Sainte-Croix d'Aulnois-sur-Seille       | Aulnois-sur-Seille             | Halle échelonnée                                      | Néogothique                             | XIXe                       |              |                                                                  |                              |
| Abbatiale Notre-Dame d'Autrey                                        | Autrey                         | Halle                                                 | Néogothique                             | XIXe                       |              |                                                                  |                              |
| Église Saint-Brice d'Autreville                                      | Autreville                     | Halle                                                 | Gothique flamboyant                     | XIIe-XVIe                  |              |                                                                  |                              |
| Église Saint-Martin de Badonviller                                   | Badonviller                    | Halle à plafond horizontal échelonnée                 | Néoclassique                            | XVIIIe-XXe                 |              |                                                                  |                              |
| Église Saint-Colomban de Bains-les-Bains                             | Bains-les-Bains                | Halle à plafond horizontal                            | Classique                               | XVIIIe-XIXe                |              |                                                                  |                              |
| Église Saint-Pierre-et-Saint-Paul de Baslieux                        | Baslieux                       | Halle                                                 | Néogothique                             | XVIe-XIXe                  |              |                                                                  |                              |
| Église de l'Assomption-de-Notre-Dame de Ban-de-Laveline              | Ban-de-Laveline                | Halle pseudo basilique                                | Néogothique                             | XIXe                       |              |                                                                  |                              |
| Collégiale Saint-Étienne de Bar-le-Duc                               | Bar-le-Duc                     | Halle                                                 | Gothique rayonnant                      | XIVe-XVe-XVIe-XVIIe        |              | Transi de René de Chalon                                         |                              |
| Église Saint-Didier de Baudrémont                                    | Baudrémont                     | Halle à plafond horizontal et voûte                   | Néoclassique                            | XIXe                       |              |                                                                  |                              |
| Église Sainte-Libaire de Bayecourt                                   | Bayecourt                      | Halle à plafond horizontal                            | Classique                               | XVIIe-XVIIIe               |              |                                                                  |                              |
| Église Saint-Pierre-ès-Liens de Bazincourt-sur-Saulx                 | Bazincourt-sur-Saulx           | Halle échelonnée                                      | Gothique flamboyant                     | XIIe-XVe-XVIe              |              | Autel rennaissance                                               |                              |
| Église Saint-Martin de Bazoilles-sur-Meuse                           | Bazoilles-sur-Meuse            | Halle pseudo basilique                                | Gothique flamboyant                     | XVe-XIXe                   |              |                                                                  |                              |
| Église Sainte-Catherine de Beaufort-en-Argonne                       | Beaufort-en-Argonne            | Halle à plafond horizontal et voûte                   | Néoclassique                            | XVIIIe-XIXe                |              |                                                                  |                              |
| Église de l'Assomption-de-la-Vierge de Beauzée-sur-Aire              | Beauzée-sur-Aire               | Halle pseudo basilique                                | Gothique flamboyant                     | XVe-XVIe-XIXe              |              |                                                                  |                              |
| Église Saint-Martin de Behonne                                       | Behonne                        | Halle à plafond horizontal                            | Gothique flamboyant                     | XVe-XIXe                   |              |                                                                  |                              |
| Église Saint-Étienne de Belleville                                   | Belleville                     | Halle                                                 | Gothique flamboyant                     | XVe-XVIe-XVIIe-XVIIIe-XIXe |              |                                                                  |                              |
| Église Saint-Georges de Bernécourt                                   | Bernécourt                     | Halle                                                 | Contemporain                            | XXe                        |              |                                                                  |                              |
| Église Saint-Jacques-le-Majeur de Bertrimoutier                      | Bertrimoutier                  | Halle à plafond horizontal et voûte                   | Néoclassique                            | XIXe                       |              |                                                                  |                              |
| Église Saint-Loup de Billy-sous-Mangiennes                           | Billy-sous-Mangiennes          | Halle                                                 | Néoclassique                            | XVIIIe-XXe                 |              |                                                                  |                              |
| Église Saint-Médard de Blénod-lès-Toul                               | Blénod-lès-Toul                | Halle                                                 | Gothique flamboyant                     | XVIe                       |              |                                                                  |                              |
| Église Saint-Pierre de Blevaincourt                                  | Blevaincourt                   | Halle à plafond plat et voûte                         | Néoclassique                            | XIXe                       |              |                                                                  |                              |
| Église Saint-Maurice de Bouconville-sur-Madt                         | Bouconville-sur-Madt           | Halle échelonnée                                      | Gothique flamboyant                     | XVe-XIXe                   |              |                                                                  |                              |
| Église Sainte-Madeleine de Bouxières-aux-Chênes                      | Bouxières-aux-Chênes           | Halle pseudo basilique                                | Contemporain                            | XXe                        |              |                                                                  |                              |
| Église Saint-Georges de Bouzemont                                    | Bouzemont                      | Halle pseudo basilique                                | Roman-Gothique flamboyant               | XIe-XIIIe-XVIe-XVIIe-XIXe  |              |                                                                  |                              |
| Abbaye Sainte-Croix de Bouzonville                                   | Bouzonville                    | Halle pseudo basilique                                | Gothique rayonnant                      | XIVe-XVIe-XVIIIe-XIXe      |              |                                                                  |                              |
| Église de la Présentation de la Vierge de Bovée-sur-Barboure         | Bovée-sur-Barboure             | Halle                                                 | Néoclassique                            | XIXe                       |              |                                                                  |                              |
| Église Saint-Martin de Brandeville                                   | Brandeville                    | Halle à plafond horizontal et voûte                   | Néoclassique                            | XVIIIe                     |              |                                                                  |                              |
| Église de la Sainte Vierge de l'Assomption de Brieulles-sur-Meuse    | Brieulles-sur-Meuse            | Halle à plafond horizontal et voûte                   | Néoclassique                            | XVIIIe                     |              |                                                                  |                              |
| Église Saint-Martin de Brin-sur-Seille                               | Brin-sur-Seille                | Halle échelonnée                                      | Néogothique                             | XXe                        |              |                                                                  |                              |
| Église Saint-Martin de Bruley                                        | Bruley                         | Halle échelonnée                                      | Néogothique                             | XIXe                       |              |                                                                  |                              |
| Église Notre-Dame-de-l'Assomption de Bruyères                        | Bruyères                       | Halle pseudo basilique                                | Néoclassique                            | XIXe                       |              |                                                                  |                              |
| Église Saint-Pierre-et-Saint-Paul Bulgnéville                        | Bulgnéville                    | Halle échelonnée                                      | Néoclassique                            | XIIe-XIVe-XVIIIe           |              |                                                                  |                              |
| Église Saint-Georges de Buxières-sous-les-Côtes                      | Buxières-sous-les-Côtes        | Halle pseudo basilique                                | Néoclassique                            | XIXe                       |              |                                                                  |                              |
| Église Saint-Pierre-et-Saint-Paul de Celles-sur-Plaine               | Celles-sur-Plaine              | Halle pseudo basilique                                | Néoroman                                | XVIIIe-XIXe                |              |                                                                  |                              |
| Église Saint-Rémi de Chaillon                                        | Chaillon                       | Halle à plafond horizontal                            | Contemporain-Néoclassique               | XIXe-XXe                   |              | Maître-autel réalisé par Duilio Donzelli                         |                              |
| Église Saint-Pierre de Champey-sur-Moselle                           | Champey-sur-Moselle            | Halle                                                 | Néogothique                             | XIXe                       |              |                                                                  |                              |
| Église Saint-Epvre de Champigneulles                                 | Champigneulles                 | Halle à plafond plat échelonnée                       | Néoclassique                            | XVIIe-XVIIIe               |              |                                                                  |                              |
| Église Saint-Augustin de La Chapelle-aux-Bois                        | La Chapelle-aux-Bois           | Halle à plafond horizontal                            | Classique                               | XVIIe                      |              |                                                                  |                              |
| Église Sainte-Marie des Aulnouzes de La Chapelle-aux-Bois            | La Chapelle-aux-Bois           | Halle à plafond horizontal                            | Contemporain                            | XIXe                       |              |                                                                  |                              |
| Église Saint-Jacques de La Chapelle-devant-Bruyères                  | La Chapelle-devant-Bruyères    | Halle à plafond horizontal et voûte                   | Éclectisme                              | XIe-XIIe-XIXe              |              |                                                                  |                              |
| Église Saint-Jean-Baptiste de Château-Salins                         | Château-Salins                 | Halle pseudo basilique                                | Néogothique                             | XIXe                       |              |                                                                  |                              |
| Église de la Nativité de Notre-Dame de Châtillon-sur-Saône           | Châtillon-sur-Saône            | Halle pseudo basilique                                | Gothique rayonnant                      | XVe-XIXe                   |              |                                                                  |                              |
| Église Saint-Pierre de Chaumont-sur-Aire                             | Chaumont-sur-Aire              | Halle à plafond horizontal et voûte                   | Néoclassique                            | XIXe                       |              |                                                                  |                              |
| Église Saint-Amand de Chauvency-le-Château                           | Chauvency-le-Château           | Halle à plafond horizontal et voûte en anse de panier | Néoclassique                            | XIXe                       |              |                                                                  |                              |
| Église Saint-Denys de Cirey-sur-Vezouze                              | Cirey-sur-Vezouze              | Halle pseudo basilique                                | Néoclassique                            | XIXe                       |              |                                                                  |                              |
| Église de la Nativité-de-la-Vierge de Combles-en-Barrois             | Combles-en-Barrois             | Halle                                                 | Gothique flamboyant                     | XVe-XVIe                   |              |                                                                  |                              |
| Église Saint-Pantaléon de Commercy                                   | Commercy                       | Halle                                                 | Gothique flamboyant                     | XVIe-XIXe                  |              | Portail renaissance                                              |                              |
| Église de l'Assomption de Consenvoye                                 | Consenvoye                     | Halle à plafond horizontal et voûte                   | Classique                               | XVIIIe-XXe                 |              |                                                                  |                              |
| Église Saint-Epvre de Contrexéville                                  | Contrexéville                  | Halle à plafond horizontal                            | Néoclassique                            | XIIe-XVIIIe                |              |                                                                  |                              |
| Église Saint-Barthélémy de Cornimont                                 | Cornimont                      | Halle pseudo basilique                                | Néogothique                             | XIXe                       |              |                                                                  |                              |
| Église Saint-Memmie de Cousances-les-Forges                          | Cousances-les-Forges           | Halle                                                 | Gothique rayonnant                      | XIIe-XVIe-XIXe             |              |                                                                  |                              |
| Église Saint-Martin de Craincourt                                    | Craincourt                     | Halle pseudo basilique                                | Gothique flamboyant                     | XVe-XXe                    |              |                                                                  |                              |
| Église Sainte-Menne de Crantenoy                                     | Crantenoy                      | Halle échelonnée                                      | Gothique flamboyant                     | XIIe-XVe-XVIe              |              |                                                                  |                              |
| Église Saint-Pierre et Saint-Paul de Creuë                           | Creuë                          | Halle échelonnée                                      | Gothique flamboyant                     | XIIe-XVe-XVIe-XIXe         |              | Griffes de base de colonne ayant deux têtes sculptées            | Base de la colonne           |
| Église Saint-Nicolas de La Croix-aux-Mines                           | La Croix-aux-Mines             | Halle échelonnée                                      | Néoclassique                            | XVIIIe                     |              |                                                                  |                              |
| Église Saint-Mansuy de Culey                                         | Culey                          | Halle                                                 | Gothique flamboyant                     | XVIe                       |              |                                                                  |                              |
| Église Saint-Léger de Custines                                       | Custines                       | Halle pseudo basilique                                | Classique                               | XIIe-XVe-XVIe-XVIIIe       |              |                                                                  |                              |
| Église de la Nativité-de-la-Sainte-Vierge de Dammarie-sur-Saulx      | Dammarie-sur-Saulx             | Halle pseudo basilique                                | Gothique flamboyant                     | XVe-XVIe                   |              | Épitaphe du XVe                                                  |                              |
| Église Saint-Maurice de Damvillers                                   | Damvillers                     | Halle pseudo basilique                                | Roman-Gothique flamboyant               | XIe-XIIe-XVe-XVIe-XVIIIe   |              |                                                                  |                              |
| Église Saint-Valère de Dainville                                     | Dainville-Bertheléville        | Halle                                                 | Néoclassique                            | XIIIe-XVIIIe               |              |                                                                  |                              |
| Église Sainte-Madeleine de Darney                                    | Darney                         | Halle pseudo basilique                                | Néoclassique                            | XVIIIe                     |              |                                                                  |                              |
| Église Saint Germain de Delme                                        | Delme                          | Halle échelonnée                                      | Néogothique                             | XIXe                       |              |                                                                  |                              |
| Église Saint-Luc de Deyvillers                                       | Deyvillers                     | Halle à plafond plat et voûte                         | Néoclassique                            | XIXe                       |              |                                                                  |                              |
| Église Saint-Sébastien de Dieulouard                                 | Dieulouard                     | Halle                                                 | Gothique flamboyant                     | XIe-XVe-XVIe               |              |                                                                  |                              |
| Église de la Décollation-de-Saint-Jean-Baptiste de Dieue-sur-Meuse   | Dieue-sur-Meuse                | Halle à plafond horizontal et voûte                   | Néoclassique                            | XIXe                       |              |                                                                  |                              |
| Église Saint-Étienne de Dogneville                                   | Dogneville                     | Halle pseudo basilique                                | Néogothique                             | XIXe-XXe                   |              |                                                                  |                              |
| Église Saint-Maurice de Domgermain                                   | Domgermain                     | Halle                                                 | Classique                               | XIIIe-XVIIIe               |              |                                                                  |                              |
| Église Saint-Julien de Domjulien                                     | Domjulien                      | Halle                                                 | Classique                               | XVe-XVIIe-XVIIIe           |              |                                                                  |                              |
| Église Saint-Laurent de Dommartin-lès-Remiremont                     | Dommartin-lès-Remiremont       | Halle échelonnée                                      | Néogothique                             | XVe-XIXe                   |              |                                                                  |                              |
| Église Saint-Rémy de Domrémy-la-Pucelle                              | Domrémy-la-Pucelle             | Halle                                                 | Gothique rayonnant                      | XIIIe-XIXe                 |              |                                                                  |                              |
| Église Saint-Vallier de Domvallier                                   | Domvallier                     | Halle échelonnée                                      | Néogothique                             | XIXe                       |              |                                                                  |                              |
| Église Saint-Médard de Dounoux                                       | Dounoux                        | Halle à plafond horizontal et voûte                   | Néoclassique                            | XIXe                       |              |                                                                  |                              |
| Église Notre-Dame-de-Bonne-Garde de Dun-sur-Meuse                    | Dun-sur-Meuse                  | Halle échelonné                                       | Gothique rayonnant                      | XIVe                       |              |                                                                  |                              |
| Église Saint-Pierre-aux-Liens d'Ébersviller                          | Ébersviller                    | Halle échelonnée                                      | Néogothique                             | XIXe                       |              |                                                                  |                              |
| Église de l'Assomption d'Écurey-en-Verdunois                         | Écurey-en-Verdunois            | Halle                                                 | Gothique flamboyant                     | XVIe                       |              |                                                                  |                              |
| Église de l'Exaltation-de-la-Sainte-Croix d'Eguelshardt              | Éguelshardt                    | Halle pseudo basilique                                | Néogothique                             | XIXe                       |              |                                                                  |                              |
| Église de l’Assomption-de-Notre-Dame d'Éloyes                        | Éloyes                         | Halle à plafond plat et voûte                         | Néoclassique                            | XIXe                       |              |                                                                  |                              |
| Église Saint-Martin de Essey-et-Maizerais                            | Essey-et-Maizerais             | Halle pseudo basilique                                | Gothique rayonnant                      | XIIe-XIIIe-XVIIIe          |              |                                                                  |                              |
| Église Saint-Georges d'Essey-lès-Nancy                               | Essey-lès-Nancy                | Halle échelonnée                                      | Gothique flamboyant                     | XIIe-XVe-XVIe              |              |                                                                  |                              |
| Église Saint-Remy d'Eulmont                                          | Eulmont                        | Halle pseudo basilique                                | Gothique flamboyant                     | XIVe–XVe-XVIe-XIXe         |              |                                                                  |                              |
| Église Saint-Evence d'Èvres                                          | Èvres                          | Halle échelonnée                                      | Gothique flamboyant                     | XVIe                       |              |                                                                  |                              |
| Église Sainte-Catherine de Fains-les-Sources                         | Fains-les-Sources              | Halle pseudo basilique                                | Gothique flamboyant                     | XVe                        |              |                                                                  |                              |
| Église Saints-Abdon-et-Sennen de Favières                            | Favières                       | Halle                                                 | Classique                               | XVIIIe                     |              |                                                                  |                              |
| Église de la Nativité-de-la-Vierge de Fenneviller                    | Fenneviller                    | Halle                                                 | Néogothique                             | XXe                        |              |                                                                  |                              |
| Église Saint-Hilaire-et-Firmin de Flavigny-sur-Moselle               | Flavigny-sur-Moselle           | Halle                                                 | Éclectisme                              | XIXe                       |              |                                                                  |                              |
| Église Saint-Pancrace de Fléville-devant-Nancy                       | Fléville-devant-Nancy          | Halle                                                 | Éclectisme                              | XIXe                       |              |                                                                  |                              |
| Église Saint-Étienne de Flirey                                       | Flirey                         | Halle pseudo basilique                                | Néogothique                             | XXe                        |              |                                                                  |                              |
| Église Saint-Jean-Baptiste de Foucaucourt-sur-Thabas                 | Foucaucourt-sur-Thabas         | Halle échelonnée                                      | Gothique flamboyant                     | XVe-XVIe                   |              |                                                                  |                              |
| Église Saint-Éloi de Fleury-sur-Aire                                 | Fleury-sur-Aire                | Halle à plafond honrizontal et voûte                  | Néoclassique                            | XIIe-XVIIIe                |              |                                                                  |                              |
| Église Saint-Pierre de Fontenoy-la-Joûte                             | Fontenoy-la-Joûte              | Halle                                                 | Néogothique                             | XIXe                       |              |                                                                  |                              |
| Église Saint-Pierre de Fontoy                                        | Fontoy                         | Halle pseudo basilique                                | Néoroman                                | XIXe                       |              |                                                                  |                              |
| Chapelle Sainte-Croix de Forbach                                     | Forbach                        | Halle                                                 | Gothique flamboyant                     | XIIIe-XIVe-XVe             |              |                                                                  |                              |
| Église Saint-Étienne de Foug                                         | Foug                           | Halle                                                 | Classique                               | XVIIIe                     |              |                                                                  |                              |
| Église Saint-Blaise-et-Notre-Dame-de-la-Nativité                     | Fraize                         | Halle pseudo basilique                                | Néoclassique                            | XVIIIe                     |              |                                                                  |                              |
| Église Saint-Vanne de Friauville                                     | Friauville                     | Halle échelonnée                                      | Néoclassique                            | XIXe                       |              |                                                                  |                              |
| Église Saint-Martin de Frolois                                       | Frolois                        | Halle échelonnée                                      | Gothique flamboyant                     | XVe-XVIe                   |              |                                                                  |                              |
| Église Sainte-Marie-Madeleine de Génicourt-sur-Meuse                 | Génicourt-sur-Meuse            | Halle                                                 | Gothique flamboyant                     | XVIe-XVIIe                 |              |                                                                  |                              |
| Église Saint-Martin d'Adompt                                         | Gelvécourt-et-Adompt           | Halle pseudo basilique                                | Roman-Gothique flamboyant               | XIIe-XVIe-XIXe             |              |                                                                  |                              |
| Église Saint-Pierre-et-Saint-Sylvestre de Gerbéviller                | Gerbéviller                    | Halle échelonnée                                      | Néogothique                             | XIXe-XXe                   |              |                                                                  |                              |
| Église Saint-Jean-Baptiste de Gibeaumeix                             | Gibeaumeix                     | Halle à plafond horizontal et voûte à anse de panier  | Néoclassique                            | XVe-XVIIIe-XIXe            |              |                                                                  |                              |
| Église Saint-Médard de Gigney                                        | Gigney                         | Halle                                                 | Classique                               | XVIIe                      |              |                                                                  |                              |
| Église de l'Immaculée Conception de Girmont-Val-d'Ajol               | Girmont-Val-d'Ajol             | Halle pseudo basilique                                | Néogothique                             | XIXe                       |              |                                                                  |                              |
| Église Saint-Léger de Gironville                                     | Gironville-sous-les-Côtes      | Halle                                                 | Gothique flamboyant                     | XIIe-XIIIe-XVIe            |              |                                                                  |                              |
| Église Saint-Quentin de Givrauval                                    | Givrauval                      | Halle à plafond horizontal et voûte                   | Roman                                   | XIIe-XVIIe-XVIIIe          |              |                                                                  |                              |
| Église Saints-Abdon-et-Sennen de Golbey                              | Golbey                         | Halle à plafond horizontal et voûte                   | Néoclassique                            | XIXe                       |              |                                                                  |                              |
| Église Saint-Gervais et Saint-Protais de Goussaincourt               | Goussaincourt                  | Halle                                                 | Néoclassique                            | XVe-XVIIe-XVIIIe           |              |                                                                  |                              |
| Église Saint-Epvre de Goviller                                       | Goviller                       | Halle échelonnée                                      | Gothique flamboyant                     | XVe-XVIIIe-XIXe            |              |                                                                  |                              |
| Église Sainte-Libaire de Grand                                       | Grand                          | Halle pseudo basilique                                | Gothique flamboyant                     | XVe-XVIe-XVIIIe            |              |                                                                  |                              |
| Église Saint-Georges de Granges-sur-Vologne                          | Granges-sur-Vologne            | Halle échelonnée                                      | Classique                               | XVe-XVIIe                  |              |                                                                  |                              |
| Église Saint-Jean-Baptiste de Grostenquin                            | Grostenquin                    | Halle pseudo basilique                                | Néogothique                             | XIXe                       |              |                                                                  |                              |
| Église saint Barthélémy de Gugney-aux-Aulx                           | Gugney-aux-Aulx                | Halle pseudo basilique                                | Gothique flamboyant                     | XVIe                       |              |                                                                  |                              |
| Église Saint-Gengoult de Hadol                                       | Hadol                          | Halle échelonnée à plafond horizontal                 | Néoclassique                            | XVIIe-XVIIIe               |              |                                                                  |                              |
| Église Saint-Martin de Hannonville-sous-les-Côtes                    | Hannonville-sous-les-Côtes     | Halle à plafond horizontal et voûte                   | Néoclassique                            | XIXe                       |              |                                                                  |                              |
| Église Saint-Urbain de Haudiomont                                    | Haudiomont                     | Halle à plafond horizontal et voûte                   | Contemporain                            | XXe                        |              |                                                                  |                              |
| Église de l'Assomption de la Vierge de Heippe                        | Heippes                        | Halle à plafond horizontal et voûte                   | Néoclassique                            | XVIIIe                     |              |                                                                  |                              |
| Église Notre-Dame-de-l'Assomption de Hénaménil                       | Hénaménil                      | Halle échelonnée                                      | Néogothique                             | XXe                        |              |                                                                  |                              |
| Église Saint-Pierre-ès-Liens de Houdelaincourt                       | Houdelaincourt                 | Halle échelonnée                                      | Néoclassique                            | XVIe-XVIIIe                |              |                                                                  |                              |
| Église Saint-Jacques-le-Majeur d'Hundling                            | Hundling                       | Halle pseudo basilique                                | Néogothique                             | XIXe                       |              |                                                                  |                              |
| Église Saint-Hubert d'Illange                                        | Illange                        | Halle échelonnée                                      | Néogothique                             | XIXe                       |              |                                                                  |                              |
| Église Saint-Hubert d'Iré-le-Sec                                     | Iré-le-Sec                     | Halle à plafond horizontal et voûte                   | Néoclassique                            | XIXe                       |              |                                                                  |                              |
| Église Saint-Brice d'Isches                                          | Isches                         | Halle pseudo basilique                                | Roman                                   | XIIe-XVIIIe-XIXe           |              |                                                                  |                              |
| Église Saint-Denis de Jallaucourt                                    | Jallaucourt                    | Halle pseudo basilique                                | Néogothique                             | XIXe                       |              |                                                                  |                              |
| Église Saint-Pierre-ès-Liens de Jametz                               | Jametz                         | Halle à plafond horizontal et voûte                   | Néoclassique                            | XIXe                       |              |                                                                  |                              |
| Église Saint-Maximin de Jarny                                        | Jarny                          | Halle                                                 | Gothique flamboyant                     | XIIIe-XVe-XVIIIe           |              |                                                                  |                              |
| Église Sainte-Lucie de Jeandelaincourt                               | Jeandelaincourt                | Halle échelonnée                                      | Néogothique                             | XIIIe-XIVe-XIXe-XXe        |              |                                                                  |                              |
| Église Sainte-Menne de Jeuxey                                        | Jeuxey                         | Halle                                                 | Néoclassique                            | XIXe                       |              |                                                                  |                              |
| Église de l'Invention de Saint-Étienne de Jouy-sous-les-Côtes        | Jouy-sous-les-Côtes            | Halle                                                 | Gothique flamboyant                     | XVe-XVIe                   |              | Deux clefs de voûte représentant l'une la lune l'autre le soleil |                              |
| Église Saint-Èvre de Juvaincourt                                     | Juvaincourt                    | Halle                                                 | Néogothique                             | XIXe                       |              |                                                                  |                              |
| Église Saint Denis de Juvigny-sur-Loison                             | Juvigny-sur-Loison             | Halle à plafond horizontal et voûte                   | Néoclassique                            | XVIIIe                     |              |                                                                  |                              |
| Église Saint-Charles de Knutange                                     | Knutange                       | Halle pseudo basilique                                | Contemporain                            | XIXe-XXe                   |              |                                                                  |                              |
| Église Saint-Martin de Kœur-la-Grande                                | Kœur-la-Grande                 | Halle à plafond horizontal                            | Roman                                   | XIIe-XVIIIe-XIXe-XXe       |              |                                                                  |                              |
| Église Saint-Remi de Kœur-la-Petite                                  | Kœur-la-Petite                 | Halle à plafond horizontal et voûte                   | Néoclassique                            | XVIIIe                     |              |                                                                  |                              |
| Église Saint-Remi de Laimont                                         | Laimont                        | Halle échelonnée                                      | Gothique flamboyant                     | XVe-XVIIe                  |              |                                                                  |                              |
| Église Saint-Laurent de Laître-sous-Amance                           | Laître-sous-Amance             | Halle échelonnée                                      | Roman-Gothique flamboyant               | XIIe-XVIe                  |              |                                                                  |                              |
| Église Saint-Privat de Landres                                       | Landres                        | Halle échelonnée                                      | Néogothique                             | XIXe                       |              |                                                                  |                              |
| Église de l'Assomption de Laneuveville-devant-Nancy                  | Laneuveville-devant-Nancy      | Halle pseudo basilique                                | Gothique rayonnant                      | XIIe-XIIIe-XIXe            |              |                                                                  |                              |
| Église Saint-Nicolas de Laneuville-sur-Meuse                         | Laneuville-sur-Meuse           | Halle à plafond horizontal et voûte                   | Classique                               | XVIIe-XVIIIe               |              |                                                                  |                              |
| Église Saint-Genès de Laxou                                          | Laxou                          | Halle                                                 | Néogothique                             | XIXe                       |              |                                                                  |                              |
| Église Saint-Christophe de Lay-Saint-Christophe                      | Lay-Saint-Christophe           | Halle                                                 | Néogothique                             | XIXe                       |              |                                                                  |                              |
| Église Sainte-Libaire de Lépanges-sur-Vologne                        | Lépanges-sur-Vologne           | Halle à plafond horizontal et anse de panier          | Néoclassique                            | XIXe                       |              |                                                                  |                              |
| Église Sainte-Walburge de Lérouville                                 | Lérouville                     | Halle échelonnée / Voûtes en berceau                  | Néoclassique                            | XIXe                       |              | Peinture murale de Duilio Donzelli                               |                              |
| Église Saint-Gorgon de Lessy                                         | Lessy                          | Halle                                                 | Gothique flamboyant                     | XIIIe-XVe                  |              |                                                                  |                              |
| Église Saint-Vincent de Liffol-le-Grand                              | Liffol-le-Grand                | Halle                                                 | Néogothique                             | XVe-XIXe                   |              |                                                                  |                              |
| Église Saint-Julien de Liny-devant-Dun                               | Liny-devant-Dun                | Halle échelonnée                                      | Néoclassique                            | XIIe-XVIIe-XVIIIe          |              |                                                                  |                              |
| Église Saint-Germain de Lion-devant-Dun                              | Lion-devant-Dun                | Halle à plafond horizontal et voûte                   | Classique                               | XVIIIe                     |              |                                                                  |                              |
| Église Saint-Rémi de Lironville                                      | Lironville                     | Halle                                                 | Néogothique                             | XXe                        |              |                                                                  |                              |
| Église Saint-Remi de Loisey                                          | Loisey                         | Halle échelonnée                                      | Classique                               | XVe-XVIIIe                 |              |                                                                  |                              |
| Église Saint-Hilaire de Longeville-en-Barrois                        | Longeville-en-Barrois          | Halle pseudo basilique                                | Gothique flamboyant                     | XVe-XVIe                   |              |                                                                  |                              |
| Église Saint-Magne de Longeville-lès-Saint-Avold                     | Longeville-lès-Saint-Avold     | Halle pseudo basilique                                | Néogothique                             | XIXe                       |              |                                                                  |                              |
| Église Saint-Dagobert de Longwy                                      | Longwy                         | Halle pseudo basilique                                | Néoclassique                            | XVIIe-XVIIIe-XIXe          |              | Cadran solaire au dessus du portail                              |                              |
| Église de l'Exaltation-de-la-Sainte-Croix de Lorry                   | Lorry-Mardigny                 | Halle à plafond horizontal                            | Roman-Gothique rayonnant                | XIIe-XIIIe-XIVe-XIXe       |              |                                                                  |                              |
| Église Saint-Jacques de Lunéville                                    | Lunéville                      | Halle                                                 | Classique                               | XVIIIe                     |              |                                                                  |                              |
| Église Saint-Laurent de Magnières                                    | Magnières                      | Halle                                                 | Néogothique                             | XIXe-XXe                   |              |                                                                  |                              |
| Église Saint-Martin de Malzéville                                    | Malzéville                     | Halle                                                 | Gothique flamboyant                     | XIIIe-XVe-XVIe             |              |                                                                  |                              |
| Église Saint-Rémy de Mangiennes                                      | Mangiennes                     | Halle                                                 | Éclectisme                              | XXe                        |              |                                                                  |                              |
| Église de l'Assomption de Manom                                      | Manom                          | Halle pseudo basilique                                | Néogothique                             | XVe-XIXe                   |              |                                                                  |                              |
| Église Saint-Clément de Marange-Silvange                             | Marange-Silvange               | Halle                                                 | Gothique flamboyant                     | XVIe-XVIIe-XVIIIe          |              |                                                                  |                              |
| Église Saint-Médard des Marats                                       | Les Marats                     | Halle pseudo basilique                                | Gothique flamboyant                     | XVe-XVIe-XIXe              |              |                                                                  |                              |
| Église Saint-Pierre de Martinvelle                                   | Martinvelle                    | Halle échelonnée                                      | Gothique flamboyant                     | XIIe-XVe-XVIe              |              |                                                                  |                              |
| Église Saint-Nicolas de Marville                                     | Marville                       | Halle échelonnée                                      | Gothique rayonnant                      | XIIe-XVe-XVIe              |              |                                                                  |                              |
| Église Saint-Rémi de Maucourt-sur-Orne                               | Maucourt-sur-Orne              | Halle à plafond horizontal échelonnée                 | Contemporain                            | XXe                        |              |                                                                  |                              |
| Église Saint-Pantaléon de Mauvages                                   | Mauvages                       | Halle à plafond horizontal                            | Classique                               | XIIe-XVe-XVIe-XVIIe        |              |                                                                  |                              |
| Église Saint-Martin de Maxéville                                     | Maxéville                      | Halle                                                 | Néogothique                             | XIXe                       |              |                                                                  |                              |
| Église Saint-Pierre-et-Saint-Paul de Maxey-sur-Vaise                 | Maxey-sur-Vaise                | Halle                                                 | Néoclassique                            | XIXe                       |              |                                                                  |                              |
| Église Notre-Dame de l'Assomption de Médonville                      | Médonville                     | Halle                                                 | Néogothique                             | XIXe                       |              |                                                                  |                              |
| Église Saint-Evre de Méligny-le-Grand                                | Méligny-le-Grand               | Halle                                                 | Néoclassique                            | XVIIIe                     |              |                                                                  |                              |
| Église Saint-Bénigne de Ménil-la-Horgne                              | Ménil-la-Horgne                | Halle                                                 | Néoclassique                            | XVIIIe                     |              |                                                                  |                              |
| Église Saint-Clément de Metz                                         | Metz                           | Halle                                                 | Gothique-Baroque                        | XVIIe-XVIIIe               |              |                                                                  |                              |
| Église Saint-Julien-de-Brioude de Mont                               | Mont-Bonvillers                | Halle                                                 | Gothique rayonnant- Gothique flamboyant | XIIe-XVe-XVIe              |              |                                                                  |                              |
| Église Saint-Pierre-ès-Liens de Montiers-sur-Saulx                   | Montiers-sur-Saulx             | Halle pseudo basilique                                | Néoclassique                            | XIXe                       |              |                                                                  |                              |
| Église Saint-Martin de Montmédy                                      | Montmédy                       | Halle pseudo basilique                                | Classique                               | XVIIIe                     |              |                                                                  |                              |
| Église Saint-Martin de Mont-Saint-Martin                             | Mont-Saint-Martin              | Halle pseudo basilique                                | Roman--Gothique primitif                | XIIe-XIIIe                 |              |                                                                  |                              |
| Église Saint-Pierre et Saint-Paul de Morhange                        | Morhange                       | Halle pseudo basilique                                | Gothique flamboyant                     | XVe-XVIIIe-XIXe            |              |                                                                  |                              |
| Église Saint-Maurice de Morizécourt                                  | Morizécourt                    | Halle pseudo basilique                                | Roman-Gothique flamboyant               | XIIe-XVe                   |              |                                                                  |                              |
| Église Saint-Valentin de Moussey                                     | Moussey                        | Halle pseudo basilique                                | Néogothique                             | XIXe                       |              |                                                                  |                              |
| Église Saint-Pierre-et-Saint-Paul de Mouzay                          | Mouzay                         | Halle à plafond horizontal et voûte à anse de panier  | Néoclassique                            | XVIIe-XVIIIe               |              |                                                                  |                              |
| Église de la Présentation-de-la-Bienheureuse-Vierge-Marie de Murvaux | Murvaux                        | Halle à plafond horizontal et voûte à anse de panier  | Néoclassique                            | XIVe-XVIIIe-XIXe           |              |                                                                  |                              |
| Église Saint-Remi de Nançois-sur-Ornain                              | Nançois-sur-Ornain             | Halle                                                 | Néoclassique                            | XVIIIe                     |              |                                                                  |                              |
| Église Saint-Èvre de Nançois-le-Grand                                | Nançois-le-Grand               | Halle                                                 | Gothique flambloyant                    | XIIIe-XVe-XVIe-XIXe        |              |                                                                  |                              |
| Église Saint-Léon de Nancy                                           | Nancy                          | Halle                                                 | Néogothique                             | XIXe                       |              |                                                                  |                              |
| Basilique du Sacré-Cœur de Nancy                                     | Nancy                          | Halle échelonnée                                      | Éclectisme                              | XXe                        |              |                                                                  |                              |
| Église Saint-Sébastien de Nancy                                      | Nancy                          | Halle                                                 | Classique                               | XVIIe-XVIIIe               |              |                                                                  |                              |
| Église Saint-Antoine de Padoue de Neuves-Maisons                     | Neuves-Maisons                 | Halle échelonnée                                      | Éclectisme                              | XXe                        |              |                                                                  |                              |
| Église Saint-Pierre-et-Saint-Paul de Neuvilly-en-Argonne             | Neuvilly-en-Argonne            | Halle à plafond horizontal et voûte à anse de panier  | Néoclassique                            | XVIIIe-XIXe-XXe            |              |                                                                  |                              |
| Église de la Nativité de la saint Vierge de Nicey-sur-Aire           | Nicey-sur-Aire                 | Halle                                                 | Gothique flamboyant                     | XVIe-XVIIIe                |              |                                                                  |                              |
| Église Saint-Étienne de Nomeny                                       | Nomeny                         | Halle pseudo basilique                                | Gothique flamboyant                     | XIIe-XIIIe-XVIe            |              |                                                                  |                              |
| Église Saint-Martin de Nubécourt                                     | Nubécourt                      | Halle pseudo basilique                                | Gothique flamboyant                     | XVe                        |              |                                                                  |                              |
| Église Saint-Martin d'Ourches-sur-Meuse                              | Ourches-sur-Meuse              | Halle                                                 | Néoclassique                            | XVIIIe-XIXe                |              |                                                                  |                              |
| Église Sainte-Libaire de Padoux                                      | Padoux                         | Halle pseudo basilique                                | Néogothique                             | XIXe                       |              |                                                                  |                              |
| Église Saint-Grégoire-le-Grand de Pagny-la-Blanche-Côte              | Pagny-la-Blanche-Côte          | Halle                                                 | Gothique flamboyant                     | XIIIe-XVe-XVIe-XVIIe-XIXe  |              |                                                                  |                              |
| Église Saint-Martin de Pagny-sur-Moselle                             | Pagny-sur-Moselle              | Halle échelonnée                                      | Gothique flamboyant                     | XVe                        |              |                                                                  |                              |
| Église Saint-Martin de Pargny-sous-Mureau                            | Pargny-sous-Mureau             | Halle échelonnée                                      | Néoclassique                            | XVIIIe                     |              |                                                                  |                              |
| Église de l'Invention-de-Saint-Étienne des Paroches                  | Les Paroches                   | Halle échelonnée                                      | Néogothique                             | XXe                        |              |                                                                  |                              |
| Église Saints-Sébastien-et-Quirin de la Petite-Raon                  | La Petite-Raon                 | Halle pseudo basilique                                | Néogothique                             | XIXe                       |              |                                                                  |                              |
| Église Saint Pierre-Fourier de Petitmont                             | Petitmont                      | Halle pseudo basilique                                | Néogothique                             | XIXe                       |              |                                                                  |                              |
| Église Saint-Remi de Pierrefitte-sur-Aire                            | Pierrefitte-sur-Aire           | Halle à plafond horizontal et voûte                   | Néoclassique                            | XVIIIe                     |              |                                                                  |                              |
| Église Saint-Martin de Pierrevillers                                 | Pierrevillers                  | Halle                                                 | Gothique flamboyant                     | XIIe-XVe-XVIe-XVIIIe       |              |                                                                  |                              |
| Église Sainte-Brigide de Plappeville                                 | Plappeville                    | Halle échelonnée                                      | Gothique flamboyant                     | XIIe-XVe                   |              |                                                                  |                              |
| Église Saint-Laurent de Pont-à-Mousson                               | Pont-à-Mousson                 | Halle pseudo basilique                                | Gothique flamboyant                     | XVe-XVIe-XVIIIe-XIXe       |              |                                                                  |                              |
| Abbatiale Sainte-Marie-Majeure de Pont-à-Mousson                     | Pont-à-Mousson                 | Halle                                                 | Baroque-Classique                       | XVIIIe                     |              |                                                                  |                              |
| Église de la Croix Glorieuse de Porcelette                           | Porcelette                     | Halle pseudo basilique                                | Néogothique                             | XVIIe-XIXe                 |              |                                                                  |                              |
| Église de l'Exaltation de la Sainte-Croix de Portieux                | Portieux                       | Halle à plafond horizontal                            | Néoclassique                            | XVIIIe-XIXe                |              |                                                                  |                              |
| Église Saint-Laurent de La Verrerie de Portieux                      | Portieux                       | Halle à plafond horizontal et voûte                   | Éclectisme                              | XXe                        |              |                                                                  |                              |
| Église Saint-Martin de Pouilly-sur-Meuse                             | Pouilly-sur-Meuse              | Halle échelonnée                                      | Classique                               | XVIIIe                     |              |                                                                  |                              |
| Église Saint-Laurent de Racécourt                                    | Racécourt                      | Halle à plafond horizontal et voûte en anse de panier | Contemporain                            | XIXe                       |              |                                                                  |                              |
| Église Saint-Médard de Rancourt-sur-Ornain                           | Rancourt-sur-Ornain            | Halle échelonnée                                      | Gothique flamboyant                     | XIIe-XVe-XVIe              |              |                                                                  |                              |
| Église Saint-Martin de Rambucourt                                    | Rambucourt                     | Halle à plafond plat                                  | Contemporain                            | XXe                        |              |                                                                  |                              |
| Église Saint-Remy-et-Saint-Blaise de Ramonchamp                      | Ramonchamp                     | Halle échelonnée à voûtes en anse de panier           | Classique                               | XVIIe                      |              |                                                                  |                              |
| Église Saint-Mansuy de Raon-sur-Plaine                               | Raon-sur-Plaine                | Halle pseudo basilique                                | Néogothique                             | XIXe                       |              |                                                                  |                              |
| Église Saint-Rémi de Reffroy                                         | Reffroy                        | Halle à voûtes d'arêtes et voûte en berceau           | Néoclassique                            | XIXe                       |              |                                                                  |                              |
| Église Notre-Dame de Relanges                                        | Relanges                       | Halle pseudo basilique                                | Roman-Gothique flamboyant               | XIe-XIIe-XVIe              |              |                                                                  |                              |
| Église Saint-Rémi de Remoncourt                                      | Remoncourt                     | Halle pseudo basilique                                | Gothique flamboyant                     | XIIe-XVe-XVIIe             |              |                                                                  |                              |
| Église Notre-Dame de Removille                                       | Removille                      | Halle pseudo basilique                                | Gothique flamboyant                     | XIIe-XVe-XVIe              |              |                                                                  |                              |
| Église Saint-Rémi de Resson                                          | Resson                         | Halle échelonnée                                      | Gothique flamboyant                     | XVe-XVIe                   |              |                                                                  |                              |
| Église Saint-Pierre de Rosières-aux-Salines                          | Rosières-aux-Salines           | Halle                                                 | Classique                               | XVIIIe                     |              |                                                                  |                              |
| Église Saint-Remy de Roville-aux-Chênes                              | Roville-aux-Chênes             | Halle à plafond horizontal et voûte à anse de panier  | Néoclassique                            | XIXe                       |              |                                                                  |                              |
| Église Saint-Remi de Rozérieulles                                    | Rozérieulles                   | Halle pseudo basilique                                | Gothique flamboyant                     | XIIIe-XVe                  |              |                                                                  |                              |
| Abbatiale Saint-Nabor de Saint-Avold                                 | Saint-Avold                    | Halle                                                 | Néoclassique                            | XVIIIe                     |              |                                                                  |                              |
| Église Saint-Jean-Baptiste de Saint-Baslemont                        | Saint-Baslemont                | Halle échelonnée                                      | Gothique flamboyant                     | XVIe                       |              |                                                                  |                              |
| Église Saint-Laurent de Saint-Laurent-sur-Othain                     | Saint-Laurent-sur-Othain       | Halle échelonnée                                      | Classique                               | XVIIIe                     |              |                                                                  |                              |
| Église Saint-Étienne de Saint-Mihiel                                 | Saint-Mihiel                   | Halle                                                 | Gothique flamboyant                     | XIIIe-XVIe-XIXe            |              | Mise au tombeau de Ligier Richier                                |                              |
| Abbatiale Saint-Michel de Saint-Mihiel                               | Saint-Mihiel                   | Halle                                                 | Renaissance-Classique                   | XIe-XIIe-XVIe-XVIIe-XVIIIe |              |                                                                  |                              |
| Église Saint-Élophe de Saint-Élophe                                  | Saint-Élophe                   | Halle pseudo basilique                                | Gothique flamboyant                     | XIIe-XVe                   |              |                                                                  |                              |
| Église Saint-Rémy de Saint-Pierrevillers                             | Saint-Pierrevillers            | Halle                                                 | Roman-Gothique flamboyant               | XIIe-XVe-XVIe              |              |                                                                  |                              |
| Église Sainte-Marguerite de Sainte-Marguerite                        | Sainte-Marguerite              | Halle à plafond horizontal                            | Néoclassique                            | XIIIe-XIXe                 |              |                                                                  |                              |
| Église Saint-Martin de Salmagne                                      | Salmagne                       | Halle                                                 | Néoclassique                            | XVIIIe                     |              |                                                                  |                              |
| Église Sainte-Lucie de Sampigny                                      | Sampigny                       | Halle                                                 | Gothique flamboyant                     | XVe-XVIe-XVIIe             |              |                                                                  |                              |
| Église Saint-Barthélémy de Sarrebourg                                | Sarrebourg                     | Halle à plafond horizontal                            | Néoclassique                            | XVIIIe-XIXe                |              |                                                                  |                              |
| Église Saint-Nicolas de Sarreguemines                                | Sarreguemines                  | Halle                                                 | Néoclassique                            | XVIIIe                     |              |                                                                  |                              |
| Église Saint-Denis de Saulmory                                       | Saulmory-Villefranche          | Halle à plafond horizontal et voûte à anse de panier  | Gothique primitif et néoclassique       | XIIIe-XVIIIe               |              |                                                                  |                              |
| Église Saint-Jean-Baptiste de Saulnes                                | Saulnes                        | Halle pseudo basilique                                | Néogothique                             | XIXe                       |              |                                                                  |                              |
| Église Saint-Calixte de Savonnières-devant-Bar                       | Savonnières-devant-Bar         | Halle                                                 | Gothique flamboyant                     | XVe-XVIe                   |              |                                                                  |                              |
| Basilique Notre-Dame de Sion                                         | Saxon-Sion                     | Halle                                                 | Classique                               | XVe-XVIIIe-XIXe            |              |                                                                  |                              |
| Église Saint-Léonard de Senon                                        | Senon                          | Halle                                                 | Gothique flamboyant                     | XVIe-XXe                   |              |                                                                  |                              |
| Église Saint-Nicolas de Triaucourt                                   | Seuil-d'Argonne                | Halle échelonnée                                      | Gothique flamboyant                     | XVe-XXe                    |              |                                                                  |                              |
| Église Saint-Mansuy de Sexey-aux-Forges                              | Sexey-aux-Forges               | Halle                                                 | Néogothique                             | XIXe                       |              |                                                                  |                              |
| Église Saint-Rémi de Sivry-sur-Meuse                                 | Sivry-sur-Meuse                | Halle échelonnée                                      | Néoclassique                            | XVIIIe-XXe                 |              |                                                                  |                              |
| Église Saint-Léonard de Socourt                                      | Socourt                        | Halle échelonnée                                      | Néogothique                             | XIXe                       |              |                                                                  |                              |
| Église Saint-Rémi de Sorcy-Saint-Martin                              | Sorcy-Saint-Martin             | Halle                                                 | Classique                               | XVIIIe                     |              |                                                                  |                              |
| Église Saint-Grégoire de Stenay                                      | Stenay                         | Halle à plafond horizontal et voûte                   | Néoclassique                            | XIXe                       |              |                                                                  |                              |
| Église Saint-François de Stiring-Wendel                              | Stiring-Wendel                 | Halle pseudo basilique                                | Néogothique                             | XIXe                       |              |                                                                  |                              |
| Église Saint-Georges de Taintrux                                     | Taintrux                       | Halle pseudo basilique                                | Classique                               | XVIIe                      |              |                                                                  |                              |
| Église Saint-Joseph de Thiaville-sur-Meurthe                         | Thiaville-sur-Meurthe          | Halle échelonnée                                      | Éclectisme                              | XIXe                       |              |                                                                  |                              |
| Église Saint-Jean-Baptiste du Thillot                                | Le Thillot                     | Halle pseudo basilique                                | Néoroman                                | XXe                        |              |                                                                  |                              |
| Église Saint-Joseph du Tholy                                         | Le Tholy                       | Halle à plafond horizontal                            | Classique                               | XVIIe-XXe                  |              |                                                                  |                              |
| Église Saint-Epvre de Thiébauménil                                   | Thiébauménil                   | Halle                                                 | Néogothique                             | XIXe                       |              |                                                                  |                              |
| Église Saint-Maximin de Thionville                                   | Thionville                     | Halle                                                 | Néoclassique                            | XVIIIe                     |              |                                                                  |                              |
| Église Saint-Martin de Thuilley-aux-Groseilles                       | Thuilley-aux-Groseilles        | Halle                                                 | Néogothique                             | XIXe                       |              |                                                                  |                              |
| Église Saint-Didier de Tollaincourt                                  | Tollaincourt                   | Halle à plafond horizontal                            | Classique                               | XVIIe                      |              |                                                                  |                              |
| Église Saint-Pierre et Saint-Paul de Trampot                         | Trampot                        | Halle                                                 | Néoclassique                            | XVIIIe                     |              |                                                                  |                              |
| Église Sainte-Barbe d'Uckange                                        | Uckange                        | Halle pseudo basilique                                | Néogothique                             | XIXe                       |              |                                                                  |                              |
| Église Saint-Martin d'Uruffe                                         | Uruffe                         | Halle échelonnée                                      | Néogothique                             | XIXe                       |              |                                                                  |                              |
| Église Saint-Lambert de Vagney                                       | Vagney                         | Halle à voûtes en anse de panier                      | Néoclassique                            | XVe-XVIIIe                 |              |                                                                  |                              |
| Église Notre-Dame de l'Assomption du Val-d'Ajol                      | Le Val-d'Ajol                  | Halle pseudo basilique                                | Gothique flamboyant                     | XVIe-XVIIIe                |              |                                                                  |                              |
| Église Saint-Jean-Baptiste de Valmunster                             | Valmunster                     | Halle                                                 | Gothique flamboyant                     | XIe-XIVe-XVIe              |              |                                                                  |                              |
| Église Saint-Gorgon de Varangéville                                  | Varangéville                   | Halle                                                 | Gothique flamboyant                     | XVe-XVIe                   |              | Mise au tombeau                                                  |                              |
| Église Notre-Dame-de-l'Assomption de Varennes-en-Argonne             | Varennes-en-Argonne            | Halle à plafond horizontal                            | Gothique rayonnant                      | XIIe-XIIIe-XVIIIe-XXe      |              |                                                                  |                              |
| Église Saint-Laurent de Vaucouleurs                                  | Vaucouleurs                    | Halle                                                 | Néoclassique                            | XVIIIe                     |              |                                                                  |                              |
| Église Saint-Rémy de Vaux                                            | Vaux                           | Halle                                                 | Gothique flamboyant                     | XIIIe-XVe-XIXe             |              |                                                                  |                              |
| Église Saint-Louis de Vecoux                                         | Vecoux                         | Halle                                                 | Néogothique                             | XIXe                       |              |                                                                  |                              |
| Église Saint-Rémi de Velaines                                        | Velaines                       | Halle                                                 | Classique                               | XVIIIe                     |              |                                                                  |                              |
| Église de la Translation-de-Saint-Éloi de Vernéville                 | Vernéville                     | Halle échelonnée                                      | Néoroman                                | XIXe                       |              |                                                                  |                              |
| Église Saint-Martin de Vouxey                                        | Vouxey                         |                                                       | Gothique flamboyant                     | XIIe-XVe                   |              |                                                                  |                              |
| Église Saint-Remy de Vignot                                          | Vignot                         | Halle échelonnée                                      | Gothique flamboyant                     | XIVe-XVe-XIXe              |              |                                                                  |                              |
| Église Saint-Léger de Vigy                                           | Vigy                           | Halle échelonnée                                      | Néoclassique                            | XIXe                       |              |                                                                  |                              |
| Église Saint-Georges de Ville-devant-Belrain                         | Ville-devant-Belrain           | Halle                                                 | Gothique flamboyant                     | XIIe-XVIe                  |              |                                                                  |                              |
| Église Saint-Sulpice de Ville-sur-Illon                              | Ville-sur-Illon                | Halle pseudo basilique                                | Gothique flamboyant                     | XVIe-XIXe                  |              |                                                                  |                              |
| Église Saints-Pierre-et-Paul de Ville-sur-Saulx                      | Ville-sur-Saulx                | Halle                                                 | Néogothique                             | XIXe                       |              |                                                                  |                              |
| Église de la Nativité de la Vierge de Villey-le-Sec                  | Villey-le-Sec                  | Halle à plafond horizontal                            | Contemporain                            | XXe                        |              |                                                                  |                              |
| Église Notre-Dame-de-Bon-Remède de Villotte                          | Villotte                       | Halle pseudo basilique                                | Néogothique                             | XIXe                       |              |                                                                  |                              |
| Église Saint-Ludmer de Villotte-sur-Aire                             | Villotte-sur-Aire              | Halle échelonnée                                      | Néoclassique                            | XVIIIe                     |              |                                                                  |                              |
| Église de Tous les Saints de Viterne                                 | Viterne                        | Halle                                                 | Néoclassique                            | XVIIIe                     |              |                                                                  |                              |
| Église Saint-Grégoire-1er de Vittoncourt                             | Vittoncourt                    | Halle pseudo basilique                                | Néogothique                             | XIXe                       |              |                                                                  |                              |
| Église Saint-Remy de Vittel                                          | Vittel                         | Halle                                                 | Gothique flamboyant                     | XVe-XVIe-XIXe              |              |                                                                  |                              |
| Église Notre-Dame-de-l’Assomption de Void-Vacon                      | Void-Vacon                     | Halle à voûtes en anse de panier                      | Néoclassique                            | XIVe-XVIIIe                |              |                                                                  |                              |
| Église Saint-Hubert de Waville                                       | Waville                        | Halle                                                 | Gothique rayonnant                      | XIIIe-XIVe-XVIIe-XVIIIe    |              |                                                                  |                              |
| Église Saint-Gorgon de Woël                                          | Woël                           | Halle                                                 | Gothique rayonnant                      | XIIe-XIIIe-XVe-XVIe-XVIIIe |              |                                                                  |                              |
| Église Saint-Mansuy de Xermaménil                                    | Xermaménil                     | Halle échelonnée                                      | Néogothique                             | XIXe                       |              |                                                                  |                              |
| Église Sainte-Walburge de Xertigny                                   | Xertigny                       | Halle à plafond horizontal et voûte à anse de panier  | Néoclassique                            | XIXe                       |              |                                                                  |                              |
| Église Saint-Rémy de Xeuilley                                        | Xeuilley                       | Halle échelonnée                                      | Néogothique                             | XXe                        |              |                                                                  |                              |
| Église Saint-Marcel de Zetting                                       | Zetting                        | Halle                                                 | Gothique flamboyant                     | XIe-XVe-XVIIIe             |              |                                                                  |                              |